# Kurkonzert

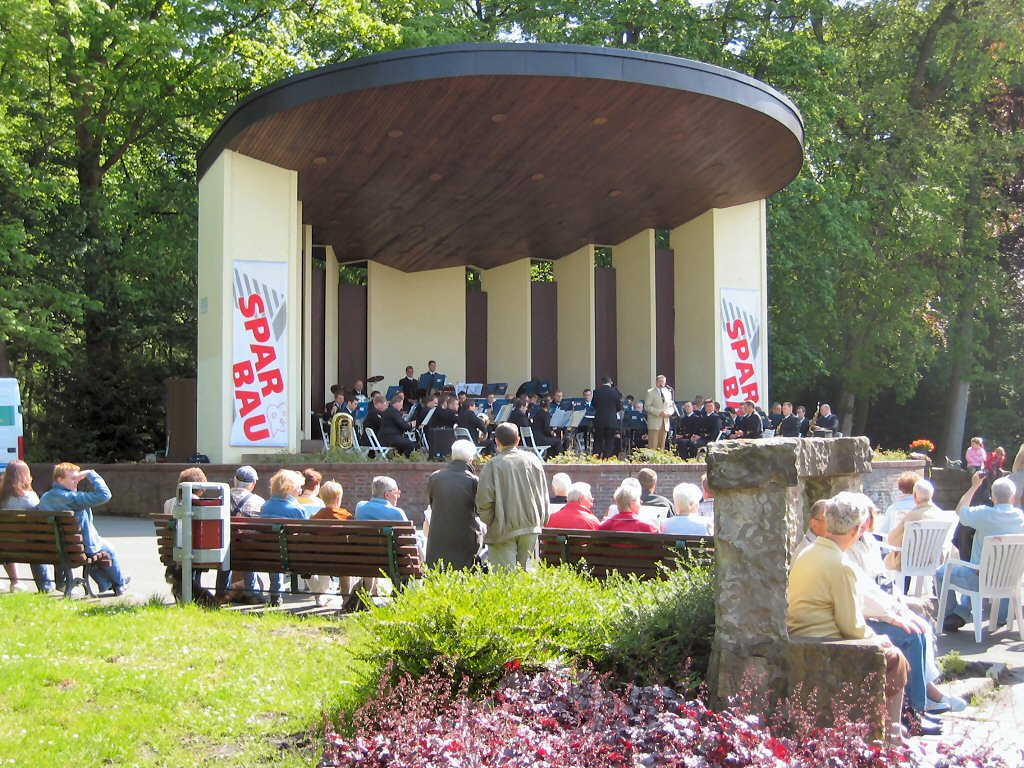
Kurkonzert

Das Kurkonzert ist eine musikalische Veranstaltung in Kurorten und hatte im 19. Jahrhundert, als die Badekultur als Freizeitgestaltung für gesellschaftlich aufstrebende Bürger ihren Höhepunkt erlebte, eine zentrale Bedeutung in der populären Musik.
Ein Kurkonzert kann im Kursaal stattfinden oder als Freiluftkonzert vorgetragen werden. Dazu gibt es in den Parks vieler Kurorte eine Konzertmuschel zur Verbesserung der Akustik. Die Kurkarte diente den Kurgästen auch als Eintrittskarte zum Kurkonzert. Das Repertoire der Kurorchester bestand einst hauptsächlich aus instrumentalen Versionen bekannter Opernarien und Tänze und entsprach in etwa der orchestralen Salonmusik. Zahlreiche Dirigenten und Komponisten wie Joseph Labitzky waren auf Kurkonzerte spezialisiert. Auch Johann Strauß Sohn leitete Kurkonzerte.
Kurorte wie Bad Reichenhall, Bad Füssing (siehe Kurorchester Bad Füssing), Bad Kissingen (siehe Kurorchester Bad Kissingen), Wiesbaden (eines der ältesten Kurbäder Europas), Baden-Baden, Bad Ischl, Borkum, Helgoland, Karlsbad, Norderney, Meran oder Marienbad hatten eigene Kurorchester, die zum Teil bis heute bestehen. Viele Kurorchester setzen sich aus Theatermusikern zusammen, die hier in den spielfreien Sommermonaten eine Beschäftigung finden. Seit den 1950er-Jahren ist ein stetiger Bedeutungsverlust der Kurkonzerte zu verzeichnen. Kurmusik-Dirigenten wie Ernst Fischer wechselten in dieser Zeit zum Rundfunk; Karl-Ernst Sasse ging zum Film. In Bad Kissingen gibt es heute das bundesweit größte Kurorchester mit 13 fest angestellten, akademisch geschulten Musikern. Die Zusammensetzung dieser Orchester entspricht in etwa dem Salonorchester.
Die 1868 gegründeten Bad Reichenhaller Philharmoniker sind eines der ältesten deutschen Symphonieorchester. Heut sind die Bad Reichenhaller Philharmoniker unter ihrem neuen Chefdirigenten Daniel Spaw das Orchester für Südostbayern und führen als einziges Sinfonieorchester die Kurkonzerte fort.
Die Kurkapellen animierten auch zum Tanzen oder Mitsingen. Sie spielten eine ideologische Rolle im deutschen Nationalismus und auch im Bäder-Antisemitismus („Borkumlied“) nach 1900.